# Gerardo Fernández Albor
Gerardo Fernández Albor, gal. Xerardo Fernández Albor (ur. 7 września 1917 w Santiago de Compostela, zm. 12 lipca 2018 tamże) – hiszpański i galisyjski polityk oraz lekarz, od 1982 do 1987 prezydent Galicji, poseł do Parlamentu Europejskiego III i IV kadencji.

## Życiorys
Studiował na Universidad de Santiago de Compostela, uzyskując doktorat z medycyny i chirurgii. Specjalizował się w chirurgii ogólnej i chorobach układu pokarmowego. Kształcił się na uczelniach m.in. w Barcelonie, Madrycie i Londynie. Był założycielem kliniki La Rosaleda, a także inicjatorem utworzenia akademii medyczno-chirurgicznej w swojej rodzinnej miejscowości i przewodniczącym rady zarządzającej macierzystej uczelni.
Nie angażował się w działalność polityczną w okresie rządów Francisca Franco. W połowie lat 70. wspierał nowo powstałą galisyjską partię ludową. Na początku lat 80. związał się z Sojuszem Ludowym, w 1982 po wyborach regionalnych, w których uzyskał mandat posła do regionalnych kortezów, objął urząd prezydenta Galicji. Utrzymał go także po kolejnych wyborach w 1985, jednakże jego gabinet upadł w 1987 na skutek wotum nieufności. Po kolejnych przemianach na scenie politycznej dołączył do Partii Ludowej.
W latach 1989–1999 przez dwie kadencje był natomiast eurodeputowanym, zasiadając we frakcji chadeckiej. Od 1996 do 1997 pełnił funkcję przewodniczącego Komisji ds. Zagranicznych, Bezpieczeństwa i Polityki Obronnej.